# لس اینگمن
لس اینگمن (انگلیسی: Les Ingman; ۱۷ اوت ۱۹۲۷ – اکتبر ۱۹۹۰) دوچرخه‌سوار اهل بریتانیا بود. وی در بازی‌های المپیک تابستانی ۱۹۵۲ شرکت کرده است.